# الحجاجية
قرية الحجاجية هي إحدى القرى التابعة لمركز فاقوس في محافظة الشرقية في جمهورية مصر العربية. حسب إحصاءات سنة 2006، بلغ إجمالي السكان في الحجاجية 4350 نسمة، منهم 2276 رجل و2074 امرأة.

## التاريخ
قرية الحجاجية من القرى القديمة، حيث وردت باسم «الحجاجية» في أعمال الشرقية ضمن قرى الروك الصلاحي التي أحصاها ابن مماتي في كتاب قوانين الدواوين، وذكرها ابن مماتي مع منزل نعيم مما يدل على أنهما كانتا وحدة واحة زمن الروك الصلاحي. كما وردت «الحجاجية» في أعمال الشرقية ضمن قرى الروك الناصري التي أحصاها ابن الجيعان في كتاب «التحفة السنية بأسماء البلاد المصرية». وفي العصر العثماني ورد اسمها في التربيع العثماني الذي أجراه الوالي العثماني سليمان باشا الخادم في عصر السلطان العثماني سليمان القانوني ضمن قرى ولاية الشرقية، وفي تاريخ 1228هـ/1813م الذي عدّ قرى مصر بعد المسح الذي قام به محمد علي باشا باسم «الحجاجية» ضمن قرى مديرية الشرقية.